# Вриси (дем Кушница)
Вриси (на гръцки: Βρύση) е село в Гърция, дем Кушница, област Източна Македония и Тракия.

## География
Вриси е крайбрежно селище, разположено на 67 километра югозападно от град Кавала и на 13 километра югоизточно от Долна Локвица (Офринио).

## История
Селото е обявено за самостоятелно селище в 1981 година. Част е от дем Орфано по закона „Каподистрияс“ от 1997 година. С въвеждането на закона „Каликратис“, Вриси става част от дем Кушница.
Според преброяването от 2001 година има 289 жители, а според преброяването от 2011 година има 73 жители.
| Година    | 1913 | 1920 | 1928 | 1940 | 1951 | 1961 | 1971 | 1981 | 1991 | 2001 | 2011 | 2021 |
| --------- | ---- | ---- | ---- | ---- | ---- | ---- | ---- | ---- | ---- | ---- | ---- | ---- |
| Население |      |      |      |      |      |      |      | 6    | 63   | 289  | 73   | 96   |